# 塔希恩彩虹足球會
塔希恩彩虹足球會（英語：Tarxien Rainbows Football Club），是一支位於馬耳他塔爾欣的職業足球會，目前於馬耳他足球超級聯賽角逐。

## 外部連結
- Team profile at Soccerway （页面存档备份，存于） （英文）